# ライトスタッフ
『ライトスタッフ』（原題：The Right Stuff）は、フィリップ・カウフマン脚本・監督、トム・ウルフの1979年の同名書籍を原作とした1983年のアメリカの歴史映画。
カリフォルニア州エドワーズ空軍基地で航空研究に携わった海軍、海兵隊、空軍のテストパイロットと、米国初の有人宇宙飛行である"マーキュリー計画"に従事した、7人の宇宙飛行士の実話を基に描いた作品。

## 概要
1979年に出版されたトム・ウルフによる同名のドキュメンタリー小説「ザ・ライト・スタッフ」を原作としている。第56回アカデミー賞において作曲賞（ドラマ）、編集賞、音響効果賞、録音賞の4部門を受賞。
NASAのマーキュリー計画（宇宙に人間を送り出す国家プロジェクト）を背景に、戦闘機パイロットが「ライトスタッフ（己にしかない正しい資質）」に従い孤独な挑戦を続ける姿と、国家の重圧に耐えながら信頼の絆を深め合う宇宙飛行士と家族の姿とを対比して描くことで、別々の生き方の中にも勇気を持って行動する者達を称えた物語である。音速の壁に挑戦し続けた実在の人物、チャック・イェーガーをサム・シェパードが演じた。

## あらすじ
1947年のアメリカ、モハーベ砂漠の中にあるエドワーズ空軍基地。テストパイロットのチャック・イェーガーはロケット機ベルX-1を駆り危険なテスト飛行に挑み、ついに音速の壁を破る。
その後、基地にはパイロットが続々と集まり、速度記録も上がっていくが、事故は止むことがなかった。
やがて、ソ連の世界初の人工衛星スプートニク1号打ち上げ成功の緊急ニュース（スプートニク・ショック）が届き、慌てた政府は、新たにアメリカ航空宇宙局（NASA）を創設して、各軍の精鋭パイロットから宇宙飛行士候補者を募ることにする。空軍のイェーガーやその仲間は大卒ではないため不適格とされたが、他の優秀なパイロットらが応募・招集され、厳しい検査を経て7人（マーキュリー・セブン）が選ばれる。
NASAへの不満や意見の対立を乗り越え、ソ連のユーリイ・ガガーリンによる世界初の有人宇宙飛行の成功に刺激を得て、宇宙へと飛び立った飛行士達は、世間の注目を集めていった。
その頃イェーガーは、ソ連が持つ高度記録に挑むため、一人で最新鋭機NF-104を駆り上空へ飛び立つが、青空を飛び越えて星々を目の前にしたところで制御不能になり墜落。負傷しながらも脱出に成功し、生きて同僚らの元に帰る。
「ライトスタッフ」の7人の中で取り残されていたゴードン・クーパーが宇宙へ飛び立ち「アメリカ人最後の宇宙単独飛行」の記録を成し遂げた。当初の目的を達成したマーキュリー計画は最終目的であるアポロ計画へ前進するため、華々しくその役目を終えた。

## スタッフ
- 監督・脚本：フィリップ・カウフマン
- 製作：アーウィン・ウィンクラー、ロバート・チャートフ
- 製作総指揮：ジェームズ・D・ブルベイカー（英語版）
- 撮影監督：キャレブ・デシャネル
- 編集：トム・ロルフ、グレン・ファー、リサ・フラックマン、スティーブン・A・ロッダー、ダグラス・スチュアート
- 音楽：ビル・コンティ
- SFX（視覚効果）：ゲイリー・グティエレツ

## キャスト
| 役名                         | 俳優                            | 日本語吹替 |
| ---------------------------- | ------------------------------- | --- |
| チャック・イェーガー         | サム・シェパード                | 菅生隆之 |
| アラン・シェパード           | スコット・グレン                | 池田勝 |
| ヴァージル（ガス）・グリソム | フレッド・ウォード              | 秋元羊介 |
| ジョン・グレン               | エド・ハリス                    | 牛山茂 |
| ゴードン・クーパー           | デニス・クエイド                | 大塚芳忠 |
| ウォルター・シラー           | ランス・ヘンリクセン            | 有本欽隆 |
| スコット・カーペンター       | チャールズ・フランク            | 小島敏彦 |
| ディーク・スレイトン         | スコット・ポーリン              | 田原アルノ |
| トルーディ・クーパー         | パメラ・リード                  | 井上喜久子 |
| ベティ・グリソム             | ヴェロニカ・カートライト        | |
| グレニス・イェーガー         | バーバラ・ハーシー              | |
| ジャック・リドレー           | リヴォン・ヘルム （ザ・バンド） | |
| ジョンソン副大統領           | ドナルド・モファット            | 塚田正昭 |
| 採用係                       | ジェフ・ゴールドブラム          | |
| 採用係                       | ハリー・シェアラー              | |
| マーチ婦長                   | ジェーン・ドーナッカー          | |
| その他                       |                                 | 速見圭 有馬瑞香 中野聖子 金尾哲夫 火野カチコ 吉水慶 達依久子 加藤正之 作間功 島香裕 竹口安芸子 辻親八 星野充昭 種田文子 津田英三 鈴鹿千春 沢木郁也 城山堅 藤城裕士 荒川太郎 稲葉実 森一 |

- 日本語吹替はBlu-rayに収録。

## 豆知識
- 上映時間は193分（3時間13分）と長く、日本ではラスト近くのサリー・ランドによる舞いのシーンなどがカットされ30分も短縮されたが、それでも160分（2時間40分）ほどのボリュームとなっている。カットを要請されたカウフマン監督は、「黒澤明監督に編集してもらいたい」と通告したが聞き入れられなかった。ちなみに、黒澤にまつわるエピソードとして、自ら監督した映画『白痴』が公開される際、「フィルムを縦に切れ」と言って短縮を拒否したことがある。
- ドキュメンタリー映画ではなく、あくまで娯楽用に制作された作品なので、史実とは異なる点があることに注意する必要がある。例えば、X-1はそのシリーズを通じて飛行中での墜落事故は起きていない。また、チャック・イェーガーは元々X-1のテストパイロットとして選ばれ、音速突破前に50回近くも動力飛行などを行っているので、前日に操縦を引き受けたとするのは映画の演出によるもの。ただし、落馬により肋骨を折ってしまうもリドレーの機転で事なきを得た点や、NF-104でソ連の高度記録を破ろうとするも途中で墜落し火傷を負った点などは事実である。
- 初めて音速を越えた男、チャック・イェーガー本人も、テクニカルアドバイザーとして製作に参加しているほか出演もしている。パンチョの店内で時折映っており、採用係として訪れたハリー・シェアラーに話しかけるシーンもある。
- 本作の後日談として、また映画『アポロ13』製作のノウハウも活かして1998年にTVシリーズ『フロム・ジ・アース/人類、月に立つ』が製作された。心臓疾患のために宇宙に行けずNASA地上スタッフとしてアポロ計画を見守るディーク・スレイトン（アポロ13では、主人公ジム・ラベル船長の上司として登場）がほぼ全話に登場し、（同映画の冒頭にあった）アポロ1号でのガス・グリソムの事故死のエピソードや、体調の都合でアポロ13号搭乗をジム・ラベル達に譲ったアラン・シェパードが難病を克服して月面着陸を果たすエピソードもある。
- 冒頭におけるテストパイロットの葬儀シーンで、上空に飛来した航空機編隊が見せる航空機動（飛んできた編隊機数機の内の1機が急上昇する）は、「ミッシングマン・フォーメーション」と呼ばれるものであり、「亡くなった人物を追悼する」という意味がある。ただし、NHKが「オリジナル版」として放送した3時間15分のバージョンにおいては、単機離脱、上昇の部分が切られており、ミッシングマン・フォーメーションを見ることはできない。
- 音楽担当のビル・コンティは、本作で1983年のアカデミー作曲賞を受賞した。